# Ellendale (Dakota del Nord)
Ellendale è un centro abitato (city) degli Stati Uniti d'America, capoluogo della Contea di Dickey nello Stato del Dakota del Nord. Nel censimento del 2000 la popolazione era di 1 559 abitanti. La città è stata fondata nel 1882.

## Geografia fisica
Secondo i rilevamenti dell'United States Census Bureau, la località di Ellendale si estende su una superficie di 3,70 km², tutti occupati da terre.

## Popolazione
Secondo il censimento del 2000, a Ellendale vivevano 1 559 persone, ed erano presenti 355 gruppi familiari. La densità di popolazione era di 477 ab./km². Nel territorio comunale si trovavano 750 unità edificate. Per quanto riguarda la composizione etnica degli abitanti, il 97,56% era bianco, lo 0,13% era afroamericano, lo 0,96% era nativo e lo 0,13% proveniva dall'Asia. Lo 0,45% apparteneva ad altre razze, mentre lo 0,77% a due o più razze.
Per quanto riguarda la suddivisione della popolazione in fasce d'età, il 18,7% era al di sotto dei 18, il 20,1% fra i 18 e i 24, il 18,6% fra i 25 e i 44, il 18,5% fra i 45 e i 64, mentre infine il 24,1% era al di sopra dei 65 anni di età. L'età media della popolazione era di 38 anni. Per ogni 100 donne residenti vivevano 85,2 maschi.